# T'as la marque du maillot

T'as la marque du maillot ? est une émission de télévision animée par Nagui, conçue et produite par Air Productions. Elle est diffusée le 29 novembre 1997 sur TF1 à 20h50 et ne connaîtra qu'un seul numéro, les téléspectateurs n'ayant pas répondu présents.

## Principe de l'émission
Sept candidats participent à des épreuves au Mexique, jusqu’à la victoire finale. Un candidat perdant quitte l’émission à chaque fin de partie en direction de la France.
À la sauce Jeopardy, qui voulait que les réponses arrivent avant les questions, c’est ici entièrement à l’envers que se déroule le jeu. Débarqués sur le lieu même du cadeau du gagnant (Cancún), les candidats se mouillent et s’amusent au cours d’épreuves comme trouver la mauvaise réponse à la question posée ! Et le perdant de retrouver Paris illico presto…
Le jeu est entrecoupé par des séquences parodiques, notamment de la série Alerte à Malibu et du girls band Spice Girls.

## Audience
L’émission ne rencontre pas le public espéré et ne connaît qu'un seul et unique numéro[réf. nécessaire].